# Взаимность в социальных предпочтениях
Взаимность (англ. reciprocity) в социальных предпочтениях заключается в том, что люди увеличивают свою полезность, когда своими действиями:
- Повышают благосостояние тех, кто демонстрирует хорошее отношение (или намерения)
- Снижают благосостояние тех, кто демонстрирует плохое отношение (или намерения)

Взаимность рассматривается как одно из главных объяснений социальных предпочтений индивидов, помимо избегания неравенства.

## Моделирование взаимности
Описание взаимности началось с работы Мэттью Рабина (1993). В этой работе автор предложил модель, в которой полезность одного индивида зависит от:
1. Его выигрыша;
2. Веры в доброжелательность (англ. kindness) выбранной стратегии другого игрока;
3. Доброжелательности собственной стратегии.

Таким образом, Рабин вводит следующие обозначения:
- {\displaystyle a_{i}} — стратегия i-ого игрока;
- {\displaystyle b_{j}} — вера j-ого игрока в действие i-ого игрока;
- {\displaystyle c_{i}} — вера i-ого игрока в веру j-ого игрока относительно действия i-ого игрока.

Справедливым исходом в данной модели является среднее от разброса стратегий, дающих максимально и минимально возможный выигрыш:
{\displaystyle \Pi _{j}^{fair}(b_{j})={\frac {1}{2}}(\Pi _{j}^{max}(b_{j})-\Pi _{j}^{min}(b_{j}))}
Игрок добрый, если выбирает действие, которое, как он думает, приносит второму игроку больше справедливого исхода. Функция «доброжелательности» в этом случае примет вид:
{\displaystyle f(a_{i},b_{j})={\frac {\Pi _{j}(a_{i},b_{j})-\Pi _{j}^{fair}(b_{j})}{\Pi _{j}^{max}(b_{j})-\Pi _{j}^{min}(b_{j})}}}
Включая справедливый исход и функцию доброжелательности, получаем, что Функция полезности принимает вид:
{\displaystyle U(a_{i},b_{j},c_{i})=\Pi _{j}(a_{i},b_{j})+{\tilde {f}}(b_{j},c_{i})(1+f(a_{i},b_{j}))}
Тогда существует честное равновесие: {\displaystyle a_{i}=b_{j}=c_{i}}.В этом случае ожидания обоих контрагентов относительно друг друга удовлетворяются и при этом максимизируется полезность каждого. Дальнейшие работы обобщают модель Рабина, изучая взаимность в играх с расширенными формами для N человек, при этом параметры взаимности учитываются как:
- Восприятие намерений через выбор ходов
- Включение распределительной справедливости (соотношения исходов)

## Выявление взаимности
В 2003 году Фер и Рокенбах провели лабораторный эксперимент с санкциями. По своему дизайну эксперимент является модификацией Игры на доверие (англ. Trust game). Суть этого эксперимента заключается в том, что инвестор указывает желаемый уровень возврата «вложенных» средств. Он также указывает штраф, который накладывается на заемщика в случае, если возврат будет меньше, чем он ожидал. Результаты эксперимента показывают, что максимизация благосостояния происходила в том случае, когда инвесторы имели возможность указать штраф, но этого не сделали. Это свидетельствует о взаимности: заемщик благодарит инвестора за оказанное доверие (отсутствие штрафа) и возвращает ему больше средств в сравнении с ситуацией, когда инвестор использовал штрафные санкции.

### Положительная и отрицательная взаимность
В зависимости от воздействия на индивида он может проявлять либо положительную, либо отрицательную взаимность. В 1997 году Кэмпбелл и Камлани провели опрос среди менеджеров примерно 200 различных компаний. Оказалось, что снижение заработной платы ожидаемо приведет к большим потерям в усилиях рабочих, нежели увеличение усилий, связанное с эквивалентным повышением заработной платы. Дальнейшие эксперименты уточняли выявленную тенденцию, а также выявляли новые. Так, в эксперименте Гнизи, Листа (2006) выяснилось, что положительная взаимность обладает временным эффектом. При доброжелательном отношении контрагенты реагируют на позитивные изменения большими усилиями лишь какой-то промежуток времени, то есть положительная взаимность характеризуется убывающей отдачей от доброжелательности.